# 우창로
우창로(Uchang-ro)는 대한민국 경상북도 포항시 북구 우현동에서 창포동을 거쳐 연결하는 도로이다.

## 노선 경로
- 삼거리 명칭 미상
  - 소티재로
    - 우현동1차신동아베르디
    - 신동아파밀리에
    - 유성여자고등학교
    - 포항꿈꾸는교회
    - 영남자동차운전전문학원
    - 그린힐스골프랜드

  - 진입 끝